# Шевельов Юрій Володимирович
Ю́рій Володи́мирович Шевельо́в (прізвище при народженні — Шна́йдер, англ. George Shevelov; 17 грудня 1908, Харків — 12 квітня 2002, Нью-Йорк, США) — український славіст-мовознавець німецького походження; історик української літератури, літературний і театральний критик, активний учасник діаспорного наукового та культурного життя української еміґрації. Викладач російської та української мов у Гарвардському університеті, пізніше професор Колумбійського університету. Іноземний член НАН України (1991 р.). 1949 рік — доктор філософії. Лауреат Національної премії України імені Тараса Шевченка (2000).
Член Американського лінгвістичного товариства, Польського інституту мистецтв і науки в США. Почесний доктор Альбертського, Лундського, Харківського університетів та Національного університету «Києво-Могилянська академія». Один із засновників об'єднання українських письменників у діаспорі «Слово» (1954), президент Української вільної академії наук (1959—1961, 1981—1986), Головний редактор журналу «Сучасність» (1978—1981 рр.). Автор низки фундаментальних мовознавчих праць: «Нарис сучасної української мови» (1951 р.), «Передісторія слов'янської мови: історична фонологія загальнослов'янської мови» (1965 р.), «Історична фонологія української мови» (1979 р.). Творча спадщина літературознавця українського зарубіжжя становить близько 900 праць.
Автор науково обґрунтованої періодизації хронології історії української мови, яку на сьогодні підтримує більшість українських мовознавців.
Писав під різноманітними псевдонімами — Юрій Шерех, Гр. Шевчук, Григорій Шевчук, Шерех (Šerech, Sherekh, Sher), Гр. Ш., Ю. Ш.

## Життєпис
Народився 17 грудня 1908 року в Харкові, тоді Російська імперія, нині Україна (за іншими відомостями, народився в м. Ломжа). Батьки Шевельова походили зі шляхетних московських родин етнічних німців. Батько — Володимир Шнайдер, монархіст і генерал-майор російської імператорської армії, у зв'язку з початком Першої світової війни вирішив змінити своє прізвище зі Шнайдер (у російському правописі — Шнейдер) на Шевельов, про що 1916 року він звернувся за дозволом безпосередньо до царя Миколи II. Як передає родинна легенда, він обрав початкове Ш, «щоб не міняти міток на серветках». Мати — Варвара Медер, пізніше в документах змінила місце народження сина на місто Ломжу (Польща), щоб унеможливити перевірку соціального походження сина органами більшовицької влади.
1931 року закінчив Харківський педагогічний інститут професійної освіти (нині Харківський національний університет імені В. Н. Каразіна). Там же навчався в аспірантурі під керівництвом Леоніда Булаховського й успішно захистив 1939 року кандидатську дисертацію на тему «Із спостережень над мовою сучасної поезії. Ораторський жанр у політичній ліриці П. Г. Тичини». Працював викладачем, потім доцентом Інституту журналістики (1933—1939 р.р.) і Харківського університету (1939—1943 р.р.). У 1930-тих роках Олесь Гончар був студентом Шевельова. Під час німецької окупації Харкова дописував до місцевої газети «Нова Україна» — надрукував рівно 20 статей: шість під псевдонімом Г. Шевчук, 14 — під власним прізвищем. Опублікував декілька власних віршів у журналі «Український засів», а також у празькому журналі «Пробоєм» 1943 року. Від 1941 до 1943 р.р. був завідувачем кафедри української філології. У той самий час він працював на технічній посаді в Харківській міській управі, утвореній нацистами, а згодом — у відділі освіти, де укладав підручники з історії України. Як зазначає дослідник історії Харкова часів нацистської окупації Анатолій Скоробогатов, Юрій Шевельов «не був причетний до репресивних акцій нового режиму, не був також ідейним та політичним провідником нацизму», оскільки його публікації мали науково-публіцистичний характер та стосувалися мовознавчих та історичних тем. За його словами, у матеріалах кримінальних справ у показаннях свідків йшлося про науково-популярну діяльність Юрія Шевельова та його інакомислення проти СРСР.
1943 р. виїхав до Львова, де познайомився з Василем Сімовичем. У Львові співпрацював із часописом «Наші дні», написав книгу «Внесок Галичини у формування української літературної мови», працював над підготовкою німецько-українського правничого словника, який не був завершений. У Львові проживав, зокрема, в будинку № 14 на Корняктґассе (тепер вулиці Конопницької).
Восени 1944 р. переїхав у Німеччину. Доцент слов'янської філології Українського вільного університету (УВУ) (1946—1949). У 1949 р. захистив докторський науковий ступінь в УВУ. Підготував книгу «Нарис сучасної української літературної мови». Активний учасник та заступник голови об'єднання українських письменників МУР у Німеччині (1945—1949 р.р.).
На запрошення німецького славіста Макса Фасмера обійняв позицію лектора російської та української мов у Лундському університеті (Швеція, 1950—1952 р.р.). У 1952—1954 роках працював у Гарвардському університеті (США). У 1953 році померла мати Шевельова, яка подорожувала разом з ним усе життя. Був одним із засновників об'єднання українських письменників «Слово» в 1954 році. Через конфлікт з Романом Якобсоном змушений був перейти до Колумбійського університету (Нью-Йорк, 1954—1977). Член Гуггенгеймського меморіального товариства (1958—1959 р.р.). Президент УВАН у США (1959—1961 р.р. і 1981—1986 р.р.).

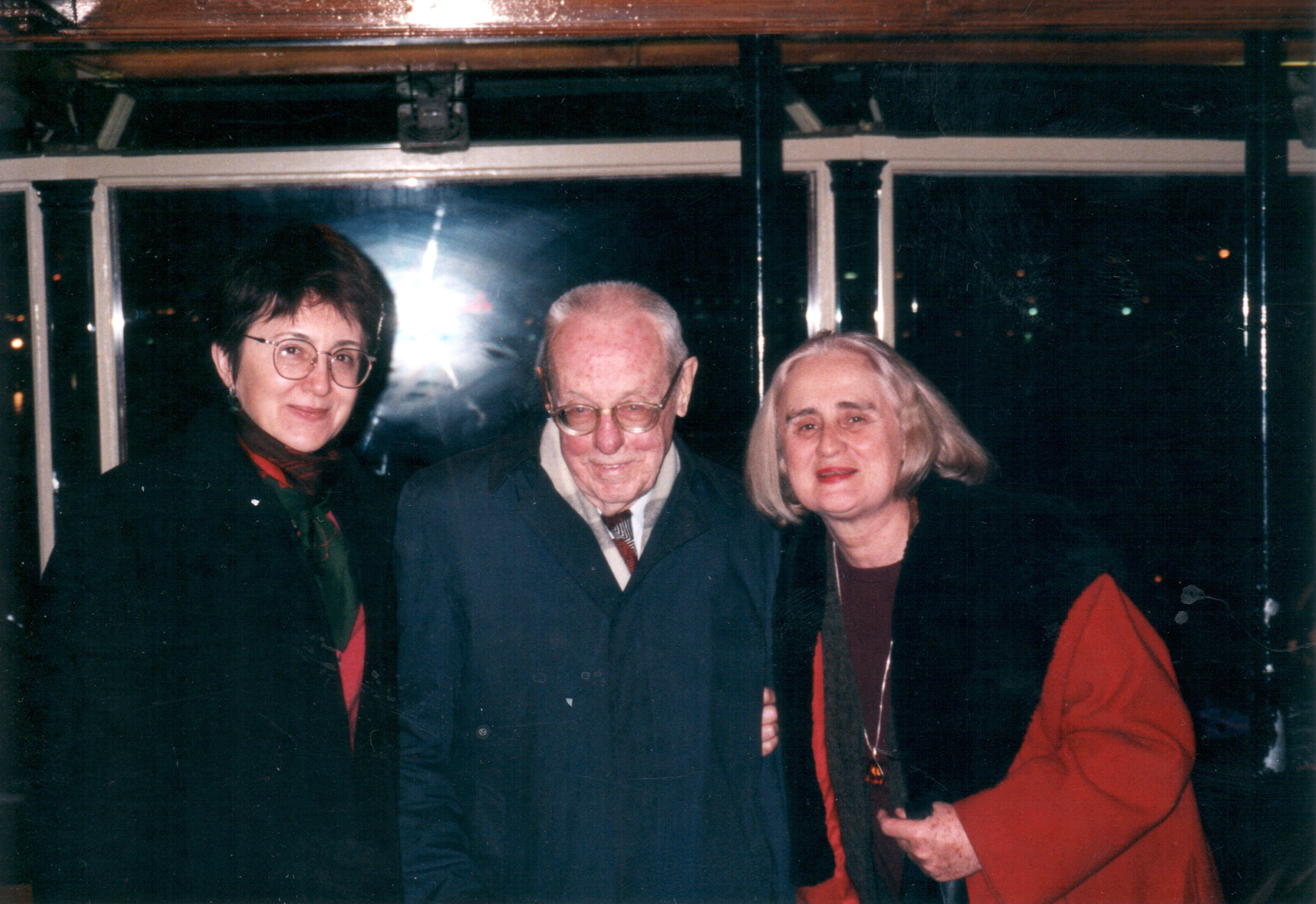
Зліва направо: Тамара Гундорова, Юрій Шевельов та Мирослава Знаєнко (Нью Йорк, 1998)

1977 року вийшов на пенсію. 1979 року в Гайдельберзі була опублікована фундаментальна праця Шевельова «Історична фонологія української мови». Був редактором журналу «Сучасність» у 1978—1981 роках. Після здобуття Україною незалежності кілька разів відвідував різні українські міста. Гроші, одержані від Шевченківської премії, Шевельов передав на розбудову Української гімназії № 6. Позитивно відгукувався про Проєкт українського правопису, розробленого групою науковців на чолі з Василем Німчуком.
Помер 12 квітня 2002 року в Пресвітеріанській лікарні в Нью-Йорку.

## Наукова діяльність

### Мовознавство
У мовознавстві учень О. Білецького, Л. Булаховського (з власних слів) і В. Сімовича (неформально), який впровадив Шевельова у фонологічні методи Празької школи.
Після праць зі стилістики (Павло Тичина, Іван Котляревський, Тарас Шевченко) і синтаксису: «До генези називного речення» (1947) р., «Синтакса простого речення» (1941 р., видано без прізвища автора в К. 1951 р., в англійському перекладі «The Syntax of Modern Literary Ukrainian» у Гаазі 1963 р.), у центр своєї наукової праці поставив написання історичної фонології української мови, що показувала б її розвиток від праслов'янської мови донині на широкому історичному, діалектному міжмовному й текстуальному ґрунті з установленням системно-причинових зв'язків між окремими фонетичними змінами («A Historical Phonology of the Ukrainian Language», 1979 р.). Попередніми студіями до цієї праці були характеристика сучасної української літературної мови («Нарис сучасної української літературної мови», 1951 р.), взаємодії її з діалектами головно Чернігівщини й Галичини (підсумовано в «Die ukrainische Schriftsprache», 1966), розмежування української і білоруської мов («Problems in the Formation of Belorussian», 1953 р.), пробні етимологічні студії (вантаж, веремія та ін.), історична фонологія праслов'янської мови («A Prehistory of Slavic» 1964, 1965), серія статей про попередників у проблематиці (В. Ганцов, О. Курило, К. Михальчук, О. Потебня, Л. Васильєв, В. Сімович) і серія статей про окремі пам'ятки (Реймське Євангеліє, Кодекс Ганкенштайна, Ізборник 1076, Підпис Анни Ярославни, Мірило праведне, Інтермедії Ґаватовича, Хрест Євфросинії Полоцької та ін.).
У праці «Проблеми формування білоруської мови» (1953 р.) він довів, що білоруська мова постала внаслідок взаємодії давніх діалектних зон — полоцько-рязанської та києво-поліської, а не в результаті розпаду «общерусского языка», як це твердив Олексій Шахматов. У книзі «A Prehistory of Slavic. The Historical Phonology of Common Slavic» (1965 р.) Юрій Шевельов розширює своє дослідження на весь слов'янський простір, щоб довести, що в доісторичні часи ні східно-, ні західно-, ні південнослов'янські мови (і народи!) не творили ніяких «спільних етносів», а їхня мова споконвіку була діалектно диференційована. Подальші дослідження засвідчили правильність наукових пошуків Юрія Шевельова, який уважав боротьбу з науково хибною та ідеологічно шкідливою концепцією «общерусского языка» своїм найважливішим завданням. В одному з листів до Олекси Ізарського він признається: «Я дістав перший примірник своєї „Історичної фонології“ мови нашої нещасної. Це було діло мого життя, і я його побачив. Тепер можу сказати — Нині отпущаєши».
Поза тим студії з історії української мови («Українська мова в першій половині двадцятого століття 1900—1941», 1987 р.), історичної морфології, синтакси й лексикології української мови, студії з інших слов'янських мов (російської, білоруської, словацької, польської, сербсько-хорватської, чеської, староцерковнослов'янської), антропонімічні студії й низка рецензій на відповідні наукові появи (найважливіші з цих статей до 1970 року зібрано в книзі «Teasers and Appeasers» 1971 р.). Шевельов був редактором багатьох наукових і літературних журналів і серій, зокрема серії «Historical Phonology of the Slavic Languages».

### Літературознавство та театрознавство
Шевельов уважав себе передовсім мовознавцем і підписував свої фахові роботи власним прізвищем, а статті з літературознавства та культурології — псевдонімом Юрій Шерех. Автор критичних відгуків на головні еміграційні літературні твори й літературознавчі праці.
Найважливіші літературні й театральні статті зібрано в книзі «Ein neues Theater» (1948 р.), «He для дітей» (1964 р.) і «Друга черга» (1978 р.). Зредагував і видав збірки творів Василя Мови (1969 р.), Л. Васильєва (1972 р.) і В. Сімовича (1981 р., 1985 р.). Редактор і автор журналів «Сучасність» (грудень 1978 — квітень 1981 р.р.) і мовознавчих гасел в україномовну та англомовну «Енциклопедію українознавства».

### Історія
У 1954 році професор Юрій Шевельов написав у Бостоні статтю «Москва, Маросєйка», у якій сформулював кілька важливих уроків Переяслава-1654. Юрій Шевельов міркував про «історію великої і ще не закінченої війни» — саме так він назвав «історію культурних зв'язків між Україною та Росією». У статті професор робить висновок:
|  | Три страшні вороги українського відродження – Москва, український провінціалізм і комплекс Кочубеївщини. |

Усі вони, писав Шевельов, «живуть і сьогодні»:
|  | …запекла ненависть Михайла Драгоманова не знищила українського провінціалізму. Запекла ненависть Дмитра Донцова не знищила Москви. Запекла ненависть В'ячеслава Липинського не знищила комплексу Кочубеївщини. Сьогодні вони панують, і вони урочисто справляють ювілей Переяслава. |

## Ушанування
17 грудня 2018 року на державному рівні в Україні відзначено пам'ятну дату — 110 років з дня народження Юрія Шевельова (1908—2002), ученого-славіста, мовознавця, літературознавця, педагога.. До 110-річчя від дня народження Ю. В. Шевельова в Національній бібліотеці України імені Ярослава Мудрого підготовлено віртуальну книжкову виставку. До уваги користувачів пропонується добірка творів самого Юрія Шевельова, книжки за його редакцією та книжки про нього.
У квітні 2019 року видавець Олександр Савчук ініціював збір коштів з метою викупу квартири, в якій проживав Юрій Шевельов, з метою створення квартири-музею вченого.

### Докторати та премії
Шевельов одержав почесні докторати Альбертського (Канада, 1983 рік) і Лундського (Швеція, 1984 рік) університетів та НаУКМА (1992 р.). Кавалер Ордена «За заслуги» (1999 р.). У 2000 році нагороджений Національною премією України імені Тараса Шевченка.

### Пам'ятні дошки

#### Харків
3 вересня 2013 року в Харкові на будинку, де тривалий час (1915—1943 рр.) мешкав Юрій Шевельов (вул. Сумська, 17), йому встановили і відкрили пам'ятну дошку. Однак установлення дошки викликало протидію міської влади Харкова. Зокрема, голова Харківської обласної держадміністрації Михайло Добкін назвав у своєму акаунті у Twitter Юрія Шевельова «пособником фашистів». На своєму позачерговому засіданні міська комісія з питань топоніміки та охорони історико-культурного середовища вирішила зібрати додаткову інформацію про діяльність ученого в період війни й звернутися по допомогу до СБУ та міжнародних організацій.
25 вересня 2013 року Харківська міська рада ухвалила рішення скасувати дозвіл топонімічної комісії на встановлення дошки й демонтувати її. Через пів години дошка була знищена невідомими, які назвалися співробітниками комунальних служб, зокрема КП «Жилкомсервіс». Вони намагалися відділити дошку від стіни будинку за допомогою сокири, а коли їм це не вдалося, чоловіки розбили дошку на кілька частин, забрали їх і поспішно зникли з місця події. Пізніше міський голова Харкова Геннадій Кернес заявив, що комунальні служби міста не причетні до демонтажу пам'ятної дошки. Міліція розпочала перевірку обставин демонтажу дошки; інформацію про правопорушення було внесено до Єдиного обліку кримінальних правопорушень.
Демонтаж меморіальної дошки Юрію Шевельову викликав хвилю осуду з боку громадських, наукових, національних організацій: НАУКМА, Асоціації єврейських організацій та громад України (Ваад), Ініціативної групи «Першого грудня», Української всесвітньої координаційної ради, Харківського історико-філологічного товариства. Зокрема, у заяві групи «Першого грудня» містилася теза: «честь Юрія Шевельова не потребує захисту. Відтепер захисту потребує честь Харкова».
У Харкові боротьба за відновлення меморіальної дошки тривала: студент Харківської юридичної академії Ростислав Небельський звернувся до суду з позовом про скасування рішення Харківської міської ради та розпорядження Кернеса Г. А. від 25 вересня 2013 року.
19 листопада 2013 року Дзержинський районний суд міста Харкова в задоволенні позову відмовив.
28 січня 2014 року відбулися апеляційні слухання у Харківському апеляційному адміністративному суді. Апеляційна скарга була відхилена.
7 лютого 2014 року Вищий адміністративний суд України відкрив касаційне провадження. Касаційний розгляд проводився 21 травня 2014 року: касаційна скарга була задоволена, рішення харківських судів — скасовані, а справа направилася на новий розгляд до Дзержинського районного суду міста Харкова.
Повторні слухання в Дзержинському суді проходили з червня до вересня 2014 року й закінчилися 2 вересня 2014 року повторною відмовою в задоволенні позову.
25 грудня 2014 року Харківський апеляційний адміністративний суд скасував постанову Шишкіна О. В., а позов задовольнив у повному обсязі: рішення Харківської міської ради та розпорядження Кернеса Г. А. від 25 вересня 2013 року були визнані незаконними та скасовані. Меморіальну дошку на тому ж будинку по вулиці Сумській, 17 було відновлено вже після смерті харківського міського голови, який символічно пішов саме у день народження Юрія Шевельова.
Нову дошку було зроблено не з граніту, а з антивандального матеріалу — щоб її не можна було розбити, як минулого разу. Вона є точною копією дошки, відкритої у 2013 році та згодом знищеної «титушками» з комунальних служб. Урочисте відкриття відбулося в День соборності, 22 січня 2022 р. На подію зібралися десятки представників громадськості, українських патріотів.
Дошку освятив настоятель храму Іоана Богослова отець Віктор Маринчак. «Юрій Шевельов головним чином є героєм саме тому, що він відкинув будь-які можливості співпраці з комуністичним режимом. Не так багато людей спромагалися це зробити. Тому комуністи переслідували його, і руками великих мовознавців — головним чином, русистів — переслідували його, цькували його в науковому світі… Він був великим патріотом Харкова», — наголосив о. Віктор, звертаючись до присутніх.
Один з ініціаторів вшанування пам'яті Ю. Шевельова, лідер громадської організації «Світанок» Вадим Поздняков розповів, що необхідні для відновлення понад 80 тисяч гривень були зібрані спільнокоштом харків'янами. Про збір коштів на відновлення меморіальної дошки представниця громадської організації Міла Денчик повідомила в соцмережі 27 квітня 2021 року. Необхідну суму зібрали за десять днів. Для додаткового захисту дошки планують встановити камери відеоспостереження
23 січня 2022 року відкрили відновлену меморіальну дошку Юрію Шевельову.

#### Львів
18 жовтня 2013 року виконавчий комітет Львівської міської ради ухвалив рішення про встановлення пам'ятної таблиці Юрію Шевельову на будинку № 14 на вулиці Конопніцької, де він проживав в 1940-х роках.
Дошку встановлено 17 грудня 2013 року.

### Публікації пам'яті
Бібліографія писань у ювілейних збірниках на пошанування Шевельова:
- Symbolae in honorem Georgii Y. Shevelov. Мюнхен 1971;
- Studies in Ukrainian Lingvistics in honor of George Y. Shevelov. Нью-Йорк 1985.
- Творчий доробок Юрія Шевельова і сучасні гуманітарні науки // Вісник Харківського університету. — 1999. — № 426.
- Юрій Володимирович Шевельов: [(17.12.1908-12.04.2002): Некролог] // Зб. Харк. іст.-філол. т-ва. Нова серія. — Х., 2002. — Т.9. — С.407-408. — Підпис: Харківське історико-філологічне товариство.
- Юрій Шевельов [1908-2002: Некролог] // Літ. Україна. — 2002. — 25 квіт. (№ 16). — С.8. — Підписи: М.Жулинський, І.Дзюба, Б.Брюховецький та ін.
- Вічний Шерех-Шевельов [Архівовано 18 червня 2010 у Wayback Machine.] Поступ 2002 р.
- Юрій Володимирович Шевельов (Шерех): Матеріали до бібліографії / Упоряд.: А.Даниленко, Л.Чабан. — Нью-Йорк: УВАН, 1998. — 200 с.
- Studien zu Sprache, Literatur und Kultur bei den Slaven. Gedenkschrift für George Y. Shevelov / Andrii Danylenko und Serhii Vakulenko. München: Otto Wagner, 2012.
- Даниленко Андрій. Юрій Шевельов як історик східнослов'янських мов // Зап. НТШ. — 2000. — Том 239. — С. 270—288.
- Великий український філолог До 100-річчя від дня народження Юрія Шевельова (17.12.1908 — 12.04.2002) Каменяр 2009 р.[недоступне посилання з серпня 2019]
- Видатний філолог сучасності. До 100-річчя від дня народження Ю.Шереха, Національна парламентська бібліотека України
- Катерина Лабунська. Юрій Шевельов: «Я хотів сказати до побачення всім, кого знав і любив…». Українська Правда, 2002 [Архівовано 21 грудня 2010 у Wayback Machine.]
- Пам'яті Юрія Шевельова (Шереха). Януш Ріґер («Юрій Шевельов — мовознавець»), Оля Гнатюк («Юрій Шевельов — патріарх української літературної критики») та коротка бібліографія творів. Переклад з польської Сергія Вакуленка. Текст у форматі doc.[недоступне посилання з серпня 2019]
- Danylenko Andrii. Prof. George Y. Shevelov as a linguist // Ukrainian Quarterly. — 2000. — № 55/2. — P. 199—211.

### Вулиці
У Броварах, Києві та Харкові існують вулиці, названі на честь Юрія Шевельова.
25 квітня 2024 року у с-щі Слатине вулицю Герцена перейменували на вулицю Юрія Шевельова.

### Книжки
Відповідно до останньої найповнішої бібліографії праць Шевельова, його перу належить 872 праць (книг, наукових праць, рецензій тощо.)
Найвизначніші книги
- «Синтакса простого речення» (1941, видано без прізвища автора в Києві у 1951);
  - (переклад англійською) George Y Shevelov. «The Syntax of Modern Literary Ukrainian. The Simple Sentence», Hague: Mouton Publishers (1963)
- Юрій Шерех (Шевельов). «Нарис сучасної української літературної мови». Мюнхен: Молоде життя, 1951. 396 стор.
- Юрій Шерех (Шевельов). Галичина у формуванні нової української літературної мови. Мюнхен. 1949 (німецькою назву перекладено як «Українська письмова мова, 1798—1965. її розвиток під впливом діалектів»)
  - (виправлений переклад німецькою) George Y. Shevelov. «Die ukrainische Schriftsprache», 1798—1965. Ihre Entwicklung unter dem Einfluss der Dialekte. Aus dem Ukrainischen übersetzt von Karl Siehs. 1966 (завантажити [Архівовано 4 жовтня 2013 у Wayback Machine.])
  - (передрук) Юрій Шевельов.«Внесок Галичини у формування української літературної мови». Львів— Нью-Йорк, 1996 (завантажити [Архівовано 27 березня 2015 у Wayback Machine.])
- George Y Shevelov. «A Prehistory of Slavic. The Historical Phonology of Common Slavic» 1964, 1965; (завантажити [Архівовано 6 листопада 2016 у Wayback Machine.])
  - (українською) Юрій Шевельов. «Передісторія слов'янської мови. Історична фонологія загальнослов'янської мови». Українською не перекладено.
- George Y Shevelov. «A Historical Phonology of the Ukrainian Language», (1979)
  - (переклад українською) Юрій Шевельов. «Історична фонологія української мови». Переклад з англійської: Сергій Вакуленко та Андрій Даниленко. Харків: Акта, 2002. (част. № 1 на сайті НБУВ, част. № 2 на сайті НБУВ [Архівовано 14 червня 2020 у Wayback Machine.], на сайті Чтиво)
- George Y Shevelov. The Ukrainian Language in the First Half of he Twentieth Century 1900—1941. Cambridge: Harvard University Press, 1989. 242 p. ISBN 9780916458300
  - (переклад українською) Юрій Шевельов. Українська мова в першій половині двадцятого століття (1900—1941): Стан і статус. Переклад з англійської: Оксана Соловей. Мюнхен: Сучасність, 1987, 296 стор. (завантажити [Архівовано 13 листопада 2016 у Wayback Machine.])

Інші книги
- Юрій Шерех (Шевельов). Леґенда про український неокласицизм, (1944) (завантажити з е-бібліотеки «ЕБУЛ»)
- «До генези називного речення» (1947)
  - (передрук) * Юрій Шевельов  До питання про генезу й природу називних речень. Харків: Харківське історико-філологічне товариство, 2012. 135 с.
- Принципи і етапи большевицької політики щодо словянських мов в СССР (крім російської) (1947) (завантажити [Архівовано 6 листопада 2016 у Wayback Machine.])
- «Problems in the Formation of Belorussian», 1953;
- «Teasers and Appeasers» 1971;
- «Ein neues Theater» (1948);
- «He для дітей» (1964);
- «Друга черга» (1978);
- Чому общерусский язык, а не вібчоруська мова? [Архівовано 4 лютого 2022 у Wayback Machine.] (1994);
- Стилі сучасної української літератури на еміграції [Архівовано 5 березня 2016 у Wayback Machine.], (1998);
- «Поза книжками і з книжок». К.: Час, 1998.
- «Пороги і Запоріжжя: Література. Мистецтво. Ідеології», т. 1-3. X., 1998.
- Юрій Шевельов. «Я, мені, мене… (і довкруги)». Спогади. У двох томах. Видавництво часопису «Березіль», Видавництво М. П. Коць. Харків — Нью-Йорк, 2001. Текст першого тому у форматі doc.[недоступне посилання з серпня 2019]
- «Портрети українських мовознавців». К.: Вид. Дім «Києво-Могилянська Академія», 2002. (Перевидання праць: «Покоління двадцятих років в укр. мовознавстві». ЗНТШ (Париж, Чикаго), 1962, т. 173. с.309-332; Юрій Шерех. «Кость Михальчук». — УВАН, Вінніпеґ, 1952; Юрій Шерех. «Всеволод Ганцов, Олена Курило». — УВАН, Вінніпеґ, 1954.)
- Вибрані праці. У Двох книгах. Книга 1 Мовознавство., Книга 2 Літературознавство. упоряд. Лариса Масенко. Київ: Видавництво «Києво-Могилянська академія», 2008. 583 с., 1151 с. ISBN 978-966-518-495-9, 978-966-518-496-6
- Юрій Шевельов. З історії незакінченої війни. (упорядники Оксана Забужко, Лариса Масенко) — Київ: Вид. «Києво-Могилянська академія», 2009. — 471 с. ISBN 978-966-518-519-2
- Оксана Забужко, Юрій Шевельов. Вибране листування на тлі доби. 1992—2002 (2011)
- Юрій Шевельов. «Нарис сучасної української літературної мови та інші лінгвістичні студії». К.: Темпора, 2012.
- Шевельов Ю. Дорогою відрадянщення: Публіцистичні та наукові тексти 1941—1943 рр. (харківський період). — Х.: Харківське історико-філологічне товариство, 2014. — 190 с.

### Статті
Статті Шевельова, опубліковані в газеті «Нова Україна»:
- Шевчук Г. «Уярмлена мова». 11 грудня 1941 года, № 3.
- Шевчук Г. «Визначний український діяч. До роковин смерти О. Потебні († 11-ХІІ 1891 р.)». 25-26 грудня 1941 року, № 13.
- Шевчук Гр. «Перша ластівка». 4 лютого 1942, № 20.
- Шевчук Гр. «Брудні наміри большевиків». 21 лютого 1942, № 34.
- Шевельов Гр. «Леонід Глібов». 5 березня 1942, № 44.
- Шевельов Юрій. «Я на сторожі коло їх поставлю слово» 9-10 березня 1942, № 48.
- Шевельов Гр. «Сніп» (До початку української журналістики). 15 березня 1942, № 53.
- Шевельов Гр. «Молодик» (До початку української журналістики). 19 березня 1942, № 56.
- Шевельов Юрій. «Великдень рідного слова». 5 квітня 1942, № 70.
- Шевельов Юрій «Орест Левицький». 15 травня 1942, № 103.
- Шевельов Юрій «Микола Костомаров (125 років з дня народження)». 16 травня 1942, № 104.
- Шевельов Юрій «Високе завдання. Харків 15 серпня 1942». 15 серпня 1942, № 181.
- Шевельов Ю. «Поет Кубані (Сто років з дня народження Василя Мови-Лиманського)». 19 серпня 1942, № 184.
- Шевельов Ю. «Спиридон Черкасенко». 1 листопада 1942, № 247.
- Шевельов Юрій «Культура мови. Харків, 14 листопада 1942». 14 листопада 1942, № 258.
- Шевчук Гр. «Замість рецензії (Міркування в театральній залі)». 15 листопада 1942, № 259.
- Шевельов Юр. «Душа співає (Лірика Олександра Олеся. До дня народження поета — 4. ХІІ. 1878)». 4 грудня 1942, № 275.
- Шевчук Гр. «Ідучи з концерту». 10 січня 1943, № 6.
- Шевельов Ю. «До джерел живого слова». 16 січня 1943. № 11.
- Шевельов Ю. «Василь Пачовський (З літературної спадщини)». 28 січня 1943, № 21.

- Шевельов Ю. Москва, Маросєйка [Архівовано 26 липня 2020 у Wayback Machine.] // Нові дні. — 1954. — Ч. 50. — С. 8-10.
- Шевельов Ю. Мої пригоди в Радянському Союзі / Ю.Шевельов // Сучасність. — 1969. — № 2. — С.54-66.
- Шерех Ю. Лесь Курбас і Харків: Спогади / Ю.Шерех // Сучасність. — 1993. — № 12. — С.44-52.
- Шерех Ю. Донцов ховає Донцова [Архівовано 21 липня 2015 у Wayback Machine.] // Думки проти течії. / Юрій Шерех. — Б. м.: Видавництво «Україна», 1949, C. 5-42.
- Шевельов Ю. Up or out? З проблематики формування укр. числівника як частини мови. В кн.: Мовознавство: Тези та повідомлення. Третій Міжнар. конгрес україністів. (Харків, 26-29 серпня 1996). X., 1996. {Перевидання: Вибрані праці, Т.1 Мовознавство, К.: Вид. Дім «Києво-Могилянська Академія», 2008, с. 453—460.
- Забужко О., Шевельов Ю. Вибране листування на тлі доби: 1992—2002: з додатками, творами, коментарями, причинками до біографій та іншими документами. —К.: Висока Полиця, ВД Факт, 2011 (Повний текст виступу).} Повний текст виступу та коментар О.Забужко [Архівовано 2 квітня 2016 у Wayback Machine.].
- Шевельов Ю. Українська літературна мова (1955) Переклад Сергія Вакуленка за виданням Shevelov G. Y. L'ukrainien littéraire // Shevelov G. Y. Teasers and Appeasers. Essays and Studies on Themes of Slavic Philology. — München, 1971. — p. 245-260. Текст у форматі doc.[недоступне посилання з серпня 2019]
- Шевельов Ю. «Українізація: радянська політика 1925—1932 років» // Сучасність — 1993 — № 5. — С. 36-57.
- Шерех Ю. «Скарби, якими володіємо» // Сучасність — 1993. — № 6. — С. 147
- Шевельов Ю. «Олександер Потебня і українське питання: Спроба реконструкції цілісного образу науковця» — вступ до книги Олександера Потебні Мова. Націоналізм. Денаціоналізація: Статті і фрагменти. — New York: Ukrainian Academy of Arts and Sciences in the U.S., Inc., 1992. С.7-46
- Шевельов Ю. «У довгій черзі: Проблеми реабілітацій»// Сучасність. — 1990. — Ч.12(356). — С. 69-79
- Шевельов Ю. «Микола Ґе і Тарас Шевченко: Мистець у відмінному контексті»// Сучасність. — 1990. — Ч.7-8(351—352). — С. 99-127
- Шевельов Ю. «Українська мова в себе вдома сьогодні й завтра»// Сучасність. — 1986. — Ч.10(306). — С. 28-46.
- Шевельов Ю. «Кулішеві листи і Куліш у листах»// Сучасність. — 1983. — Ч.12(272). — С. 7-38
- Шевельов Ю. «На берегах хроніки поточних подій» [Архівовано 9 липня 2012 у Wayback Machine.] // Сучасність. — 1989. — Ч.11 (листопад). — С. 70-89.

### Аудіозапис
- Аудіозапис виступу Юрія Шевельова на річниці Української вільної академії наук, 1995 р. Магнітофонна касета з записом отримана від Оксани Соловей. [Архівовано 10 листопада 2016 у Wayback Machine.]

## Праці наявні в інтернеті
- Шевельов Ю. Праці наявні в інтернеті
- Статті Юрія Шевельова [Архівовано 6 січня 2022 у Wayback Machine.] на сайті Zbruc.eu